# Le Paysan parvenu
 (août 2018).
Le Paysan parvenu est un roman-mémoires français en cinq parties de Marivaux, paru chez Pierre Prault de 1734 au début de 1735.
Les parties du Paysan parvenu, parues à intervalles rapprochés de 1734 au début de 1735, sont au nombre de cinq. Toutes les éditions publiées dans la seconde moitié du XVIIIe siècle et dans le XIXe en eurent huit : en 1756, Henri Scheurleer avait donné, à La Haye, une édition des livres VI, VII et VIII à la tête de laquelle figurait une Préface qui, reprise dans l’édition Varrentrapp, Francfort, 1758, disparut ensuite, notamment dans l’édition des Œuvres complètes de 1781 chez la Veuve Duchesne, de sorte que rien ne distingua plus, dès lors, les cinq parties originales de Marivaux des trois apocryphes de son continuateur anonyme.
Comme la Vie de Marianne, le Paysan parvenu est un récit à la première personne. Jacob de La Vallée raconte sa jeunesse comme Marianne a raconté la sienne, et la vie des deux personnages n’est pas sans analogie, si l’on s’en tient aux lignes générales. Marianne est une enfant recueillie sur une grande route, mais jolie, spirituelle, honnête, qui se fraye par elle-même un chemin dans le monde à travers toutes sortes de difficultés. Jacob est un fils de paysan sans fortune, mais joli garçon et de beaucoup d’esprit, qui se fraye de même son chemin dans le monde. Mais le milieu dans lequel ils sont jetés est différent : Marianne se trouve lancée dans l’aristocratie, Jacob accède à la bourgeoisie.

## L’histoire
Première partie
À l’âge de dix-huit ans, Jacob est envoyé par son père pour conduire à Paris, aux seigneurs du village, le vin récolté sur leurs terres de Champagne. Ces seigneurs n’appartiennent pas à la noblesse. Ce sont des financiers enrichis, qui ont acquis récemment une terre nobiliaire. La dame veut voir Jacob et le reçoit à sa toilette. Il lui laisse comprendre qu’il la trouve jolie ; elle ne s’en offense pas, et le retient à son service. Une de ses femmes de chambre, une brune du nom de Geneviève, ne serait pas fâchée non plus de le prendre au sien. Geneviève raconte à Jacob que Monsieur lui a fait une cour acharnée avec accompagnement de présents, de bijoux et d’argent, mais non ce qui s’est ensuivi. Un beau matin, le financier fait venir Jacob. Il lui dit qu’il est un bon domestique, intelligent, spirituel et qu’il veut le récompenser en conséquence. Pour cela, il a résolu de le marier à Geneviève, à laquelle il donnera une dot convenable. Jacob refuse, le financier se fâche, Geneviève pleure. Pendant qu’on se querelle, on apprend que le financier est mort d’apoplexie et qu’il est ruiné. Les domestiques s’emparent de ce qui leur tombe sous la main. La dame se retire dans un couvent et voilà Jacob sur le pavé. Il n’y restera pas longtemps.
En passant sur le Pont Neuf, il aperçoit une femme qui se trouve mal. Il soutient et conduit chez elle cette demoiselle Habert, dévote qu'il pense âgée de quarante ans, quoiqu’elle en ait quarante-cinq. Elle vit avec sa sœur aînée, dévote comme elle, mais c'est une dévote sèche, tandis que la cadette est une dévote tendre.
Deuxième partie
Jacob est installé dans la maison comme domestique, mais le directeur spirituel des deux femmes, M. Doucin, en prend ombrage et veut qu’on le renvoie. Marivaux peint d’après nature le ménage austère et friand des deux dévotes, le portrait et les actes de M. Doucin, la tyrannie qu’il exerce au nom du salut, ses allures doucereuses, ses rapports envenimés sous prétexte de religion, avec autant d’entrain que le ménage débraillé du financier. Les deux sœurs se querellent, puis se séparent violemment. La plus jeune emmène Jacob avec elle et l’épouse. Mais leur mariage ne peut d'abord pas avoir lieu : M. Doucin refuse de le bénir et Mademoiselle Habert aînée provoque un esclandre.
Troisième partie
Jacob est convoqué devant le président du tribunal. Tout le monde est ici pour Jacob, surtout la présidente et une de ses amies, madame de Ferval, qu’Habert aînée avait d’abord montée contre lui. Trouvant Jacob fort à son goût, Madame de Ferval trouve le moyen de le lui dire, après l’avoir tiré à part sous prétexte de lui remettre une lettre pour sa future, et elle l’engage à venir la voir. Jacob en fait le portrait comme d’une personne à l’air posé, au regard sérieux, mais en examinant bien, on voyait que tout cela n'était qu'un artifice ; « Elle avait beaucoup d’esprit et tenait à passer pour bonne, mais elle s’arrangeait de manière à faire faire par autrui les médisances qu’elle ne voulait pas se permettre, et se posait en protectrice des gens qu’elle perdait de réputation par la bouche des autres ». Madame de Ferval rend un service à Jacob. Comme il s’est trouvé malgré lui mêlé à une bagarre et qu’on l’a arrêté, elle le fait remettre en liberté. Le soir-même, il peut enfin épouser Mademoiselle Habert. Ce qui se passa par la suite peut se retrouver dans cette phrase : « Que d'honnêtes et ferventes tendresses ne me dit-elle pas ! On a déjà vu le caractère de ses mouvements, et tout ce que j'ajouterai, c'est que jamais femme dévote n'usa avec tant de passion du privilège de marquer son chaste amour ; je vis le moment qu'elle s'écrierait : Quel plaisir de frustrer les droits du diable, et de pouvoir sans péché être aussi aise que les pécheurs ! »
Quatrième partie
Lorsqu’il va remercier Madame de Ferval, elle le reçoit de la manière aimable et galante. Ils promettent de se revoir, non pas chez elle, mais chez une certaine madame Rémy, dans un faubourg. Madame de Ferval arrivera par le jardin et Jacob par la rue. Comme ils viennent de prendre ces arrangements, Madame de Fécour, une dame de quarante ans, fraîche, grassouillette et sans façon, fait son entrée. Madame de Ferval lui recommande Jacob et la prie de demander une place pour lui à son beau-frère, qui est dans la finance. Madame de Fécour fait immédiatement honneur à la recommandation en emmenant Jacob dans une pièce voisine pour écrire avec lui une lettre au beau-frère en question. Tout en essayant des plumes, elle parle avec lui, le complimente sur sa beauté et le pousse si bien, qu’il finit par lui dire qu’il l’aime. Elle lui remet alors la lettre pour le financier, qu’il lui faudra aller trouver à Versailles, et elle lui fait promettre qu’il viendra la voir.
Le lendemain, Jacob se rend à Versailles dans la voiture publique. Il a trois compagnons de voyage. L’un raconte ses chagrins domestiques : il a une femme dévote qui lui rend la vie insupportable, et il plaide en séparation. Les autres voyageurs sont un officier et l’auteur d’un roman peu décent qui se révèle être Crébillon Fils, au fil de la discussion. Chez le financier, il y a nombre de personnes qui attendent et qui causent : le financier écrit. Jacob lui donne la lettre de madame de Fécour. Le financier dit que sa belle-sœur l’accable de recommandations, et toujours en faveur de jeunes gens qui ne savent rien faire. Il promet cependant une place. À ce moment, entrent une jeune dame et sa mère. Comme le mari de la jeune dame est souvent malade, on l’a renvoyé et elle supplie M. de Fécour de le conserver encore. — Impossible. Je viens de donner la place à ce jeune homme. Jacob, en voyant l’affliction des deux dames et surtout les beaux yeux de la plus jeune, déclare qu’il ne peut accepter la place s’il faut en priver quelqu’un qui en a absolument besoin, et qu’il peut attendre. — Comme vous voudrez, dit le financier, et il s’en va sans rien promettre à personne. Un personnage petit, trapu et tout rond qui se trouvait là, rejoint les deux dames sur l’escalier et leur dit de venir avec Jacob, dans le courant de l’après-midi, à une adresse qu’il leur donne. Recevant ses visiteurs un cure-dent à la main, il leur fera raconter leur histoire, tout en regardant la pendule de temps en temps, car il n’a qu’un quart d’heure à leur donner avant de déclarer que, touché de l’infortune de ces dames et de la générosité peu commune de Jacob, il promet de s’occuper d’eux.
Cinquième partie
À son retour de Versailles, Jacob court chez la Rémy, où madame de Ferval lui avait donné rendez-vous et l’attendait. Madame Rémy les laisse seuls et les enferme tout doucement à clef. Au moment où ils roucoulent tendrement, on entend du bruit dans la pièce voisine. Un homme en colère insiste pour entrer. Jacob prend son épée, lorsque l’intrus, en apercevant madame de Ferval, se confond en excuses. Il avait pris un carrosse mystérieux à la porte pour celui d’une dame avec qui il se rendait quelquefois chez la Rémy. Madame de Ferval prétend qu’elle est venue causer avec son « neveu » Jacob au sujet d’un service qu’elle avait à lui rendre. Sachant très bien que Jacob n’est pas le neveu de Madame de Ferval pour l’avoir vu autrefois comme serviteur chez le seigneur de son village, le nouveau venu n’est pas dupe de cette histoire, mais il redouble d’amabilités pour madame de Ferval qu’il connaît très bien également. Jacob, qui a trouvé un prétexte pour sortir, se cache dans une pièce voisine. Au moment où la conversation du monsieur et de la dame tourne au tendre, il fait du bruit, involontairement, et le couple se retire, mais évidemment pour se revoir ailleurs. Jacob se dirige alors chez madame de Fécour. N’ayant trouvé personne pour l’annoncer, il arrive jusqu’à son lit. Elle était malade et sa sœur, qui lui faisait la lecture, reçoit très mal l’importun. Madame de Fécour est au contraire très aimable avec lui, mais elle l’engage à ne revenir la voir que lorsqu’elle sera guérie, et Jacob, devenu M. de la Vallée, retourne au domicile conjugal, où l’attend sa femme, pleine d’indulgence et d’amour, et de plus en plus heureuse d’avoir un mari et de pouvoir aimer un homme sans pécher.
Le lendemain, pendant que sa femme se rend aux vêpres, Jacob va voir madame d’Orville, la dame qu’il a rencontrée à Versailles. Alors qu’il allait entrer, il aperçoit un homme se défendant contre trois autres qui l’attaquent l’épée à la main, et s’élance au secours du plus faible. Les trois hommes prennent la fuite, mais le comte d'Orsan, qu’il a défendu, est blessé. On le transporte chez madame d’Orville, qui offre très gracieusement sa maison. Pendant qu’on le panse, Jacob fait plus ample connaissance avec les hôtes. On le remercie de n’avoir pas accepté la place de M. d’Orville. On promet de se revoir, et le comte, qui est remis, emmène Jacob dans sa voiture. Chemin faisant, il lui raconte le sujet de la querelle. Une dame, qu’il avait rencontrée au théâtre et reconduite jusqu’à sa voiture, l’avait autorisé à aller la voir. Mais cette dame avait un protecteur, qui s’était formalisé des visites du comte et s’était embusqué dans l’escalier avec deux de ses amis pour lui faire un mauvais parti. C’est alors que Jacob était venu à son aide. Il l’en remercie encore une fois, et lui promet sa protection. En attendant, il le mène au théâtre où Jacob commet des gaucheries que son protecteur ne voit pas ou ne veut pas voir.
Jacob termine la cinquième partie de son récit en informant le lecteur qu’il l’entretiendra dans la sixième partie des acteurs et des actrices qui étaient à ce moment-là en possession de la faveur publique au sujet de la pièce Mithridate qu’on joue ce soir-là. On ne sait si Marivaux avait l’intention de tenir cette promesse, mais le fait est qu’il ne la tint pas et retourna à Marianne.

## Bibliographie

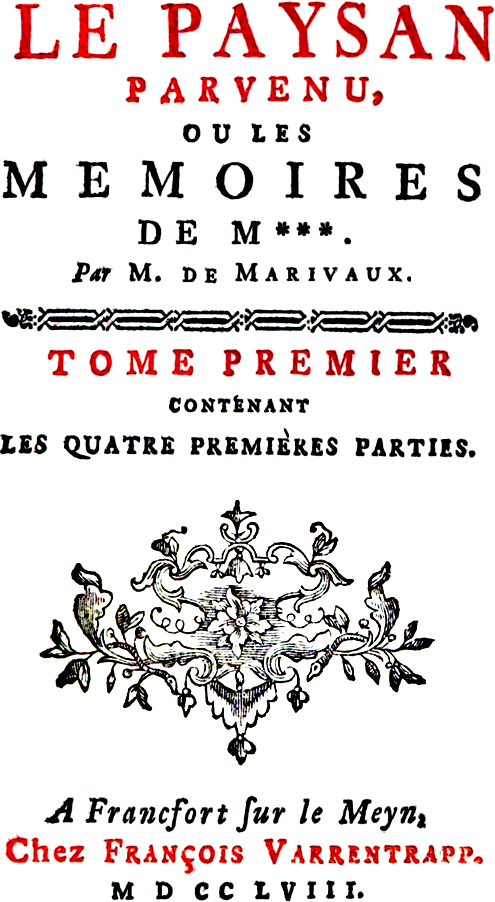
Édition François Varrentrapp, Francfort, 1758.

## Source
- Jean Fleury, Marivaux et le marivaudage, Paris, Plon, 1881, p. 216-22.